# Джавахетсько-Вірменське нагір'я

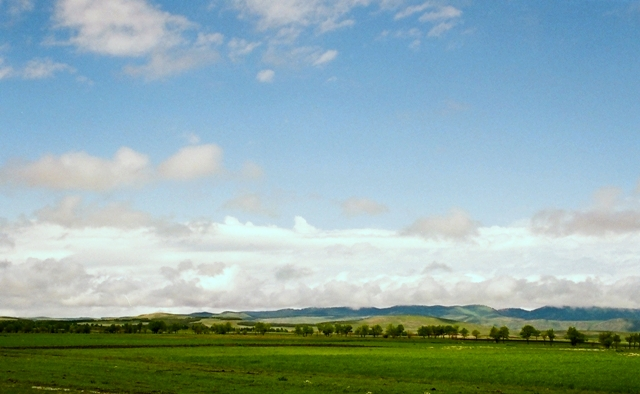
Джавахетсько-Вірменське нагір'я

Джавахетсько-Вірменське нагір'я, або Джавахетське нагір'я — нагір'я в Закавказзі (Грузія), частина Південно-Грузинського нагір'я, що знаходиться на південь від Тріалетського хребта, між р. Кура на заході і Нижньокартлійською рівниною на сході. Складається з меридіональних хребтів заввишки до 3300 м (Самсарського на північному заході і Джавахетського на південному сході) і плато (Цалкинського, Гомаретського, Дманісського і Ахалкалакського) заввишки 1200-1700 м. Складено андезито-базальтовими і трахітними лавами. В улоговинах багато озер тектонічного або вулканічного походження (Паравані, Табацкурі тощо). Гірські степи, субальпійські луки, використовувані як пасовища.

## Ресурси Інтернету
- Джавахетсько-Вірменське нагір'я у Великій Радянській Енциклопедії [Архівовано 26 грудня 2014 у Wayback Machine.](рос.)
- Джавахетсько-Вірменське нагір'я у Великому Енциклопедичному словнику [Архівовано 6 січня 2015 у Wayback Machine.](рос.)